# Falangisme
Nacionalsindicalisme, també denominat falangisme, és un corrent ideològic obrerista nascut el 1931 a Espanya (encara que aplicable en altres països) basat, segons els seus propugnants, en un profund sentiment nacional i revolucionari, amb un especial accent en les idees de pàtria i justícia social. El seu origen té lloc en l'àmbit de les Juntas de Ofensiva Nacional Sindicalista (JONS), moviment ideològic format per la unió del grup reunit entorn del setmanari "La Conquista del Estado", liderat per Ramiro Ledesma Ramos i les Juntas Castellanas de Actuación Hispánica d'Onésimo Redondo Ortega. Després de la fusió de les JONS amb la Falange Española de José Antonio Primo de Rivera, té lloc el seu desenvolupament ple.

## Història
La gènesi d'aquest moviment té lloc en els anys previs a la Guerra Civil Espanyola, en un clima de màxima tensió i polarització política, en el qual les baralles rondaires entre ultraesquerrans i ultradretans estan gairebé a l'ordre del dia. És durant aquest període quan es dona forma a la doctrina nacional-sindicalista, i es propaga per diferents punts d'Espanya mitjançant discursos de José Antonio i de nombrosos falangistes més. Coherentment amb la seva filosofia, es creen diversos sindicats, entre ells el SEU (Sindicato Español Universitario) o la CONS (Central Obrera Nacional Sindicalista), que es diluirien després de la victòria dels nacionals en la Guerra Civil Espanyola fins a la mort de Francisco Franco en 1975. En aquest període la Falange Española de las JONS s'enfronta freqüentment amb les esquerres, a les quals no els agrada al considerar-la competidora en el plànol de la revolució social i amb la dreta liberal, a la qual no agrada el seu afany "revolucionari" i la recerca de justícia social.
Com a conseqüència d'aquest enfrontament i després de l'intent d'assassinat del catedràtic de Dret Jiménez de Asúa, portat a terme pels seus propis alumnes, s'implica als estudiants del SEU decretant-se la il·legalitat de la Falange i els seus dirigents, entre ells Primo de Rivera, van ser empresonats el 14 de març de 1936 pel govern del Front Popular. Posteriorment el Tribunal Suprem va declarar la legalitat de FE de les JONS, encara que el Govern mai va respectar aquesta sentència. Una vegada produïda la revolta el 18 de juliol de 1936, José Antonio intentarà mantenir l'autonomia del Moviment nacional-sindicalista davant les dretes i recordarà als seus seguidors que el seu objectiu és dur a la pràctica el programa falangista, encara que des de la presó els seus intents resulten infructuosos, sucumbint el nacional-sindicalisme en la marea de la guerra civil.
El nacional-sindicalisme té un referent filosòfic en l'obra de José Ortega y Gasset i de la Generació del 98. En l'àmbit polític rep les seves idees fonamentals de moviments sindicalistes i socialistes utòpics. En l'àmbit econòmic proposa l'organització de l'economia a través dels sindicats, com organització natural dels treballadors, que d'aquesta forma, recuperen la plusvàlua i tenen la propietat dels mitjans de producció i el control de la gestió de l'empresa.

## Doctrina
La seva doctrina es basa en una particular interpretació corporativista del sindicalisme revolucionari però rebutjant parts importants de la seva filosofia i programa, i se situa en un plànol alternatiu al marxisme i al capitalisme, als quals critica feroçment. En ser tercerposicionista com les altres tendències corporativistes se situa en un àmbit diferent de la tradicional divisió de corrents ideològics entre esquerres (marxista o liberal) i dreta liberal, divisió que, a l'entendre dels defensors del nacional-sindicalisme, provoca una visió solament parcial dels problemes d'Espanya.
Encara que pretenen superar el concepte de sindicat de classe, reconeixen que els sindicats són l'instrument de lluita del proletariat en tant no conclogui la lluita de classes, pugna que el nacionalsindicalisme vol superar mitjançant la implantació d'un radical sistema de Justícia Social. El treball es considera un mitjà de dignificació social, i no existeix cap contemplació amb aquells que, podent, no dediquen les seves capacitats al treball. Els principis ideològics del nacional-sindicalisme són els següents: 
- És un moviment revolucionari. Revolució significa l'alteració d'un sistema de coses que s'han fet antiquades o que són injustes, i la seva substitució per un ordre més just.
- Critica tant el liberalisme com el marxisme, titllant ambdós moviments de materialistes i classistes, i proposant una concepció més espiritual de la vida.
- Els tres eixos de l'estat nacional-sindicalista són la família, el municipi i el sindicat. L'Estat està al servei del ciutadà, ja que està integrat pels òrgans de convivència real del ciutadà, on poden plantejar-se les seves necessitats i aspiracions, mitjançant una democràcia directa i participativa.
- El nacional-sindicalisme parteix d'una consideració cristiana de la persona, sense constituir-se en una ideologia confessional, ja que considera que això pertany a aspectes íntims de l'home. Establix una separació entre religió i política.
- Cultura i educació. Solament pot ser veritablement lliure una societat culta.
- Espanya és una "unitat de destinació en l'universal": nacionalisme patriòtic. El concepte de pàtria no es basa solament en característiques racials, lingüístiques i fins i tot culturals similars, sinó també en l'existència d'una missió comuna a portar a terme per pobles diversos units per la història. Mentre el nacionalisme aïllat tendeix a tancar-se en si mateix, el patriotisme li atorga les forces per a aconseguir un objectiu comú. En el pla econòmic, el nacional-sindicalisme defensa l'organització de l'activitat econòmica entorn del sindicat
- El capital no és més que un instrument al servei de la producció.
- El treball és el factor principal de producció. El treball és l'esforç (físic o intel·lectual) realitzat per l'home per a transformar coses. El paper de treballador no ha de dependre de l'aportació de capital.
- La propietat dels mitjans de producció ha de ser del treballador (no de l'estat ni de qui aporta el capital.
- El concepte de propietat privada està permesa, però supeditada a la funció social. En tot cas la propietat queda restringida a la satisfacció de les necessitats bàsiques. Mai es permetrà el control privat sobre els mitjans de producció.
- En una empresa, tots els quals treballen en ella, obrers i directors, participen en la propietat i la gestió. La plusvàlua de producció és assignada al treball (no al capital).
- L'agrupació d'empreses per branques de producció dona lloc als sindicats nacionals que són els pilars socials i econòmics de l'estat nacional-sindicalista.
- La banca ha d'organitzar-se així mateix entorn d'un sindicat.

Actualment, hi ha nombrosos moviments nacional-sindicalistes tant en Espanya com a Amèrica Llatina.